# تومي رايت (لاعب كرة قدم بريطاني)
تومي رايت (بالإنجليزية: Tommy Wright)‏ (20 يناير 1928 في المملكة المتحدة - 5 مايو 2011 بسندرلاند في المملكة المتحدة) هو لاعب كرة قدم بريطاني في مركز جناح ‏. شارك مع منتخب اسكتلندا لكرة القدم. أما مع النوادي، فقد لعب مع أولدهام أثلتيك ونادي بارتيك ثيسل ونادي سندرلاند ونادي إيست فيف ونادي  شيلدز الشمالية ‏.

## وصلات خارجية
- تومي رايت على موقع قاعدة بيانات كرة القدم.إي يو (الإنجليزية)